# 布兰兹哈奇赛道
布兰兹哈奇赛道（英語：Brands Hatch Circuit），是位于英国肯特郡西金斯敦（West Kingsdown）附近的一条赛车跑道，距离伦敦约40公里。曾于1964年至1986年之间与银石赛道相互隔年举办F1英国大奖赛的比赛。现在也承办英国及全球各大赛车比赛。
赛道建于1920年代，最初用作摩托车的越野赛道。二次世界大战时期被用作军事装备的停放场地而遭到数次轰炸，修复后1950年成为英国战后第一条专业赛车赛道开放。1950年代在布兰兹哈奇举办了大量赛事，而把这条赛道确立为英国顶级的赛道之一。
1960年赛道进行了大规模延长，使总长度达到2.65英里，总体形制已经近似于现在的赛道。1964年F1来到这条赛道，此后二十余年间布兰兹哈奇和银石轮流举办F1赛事，直到1986年FISA与银石签订了长期合同为止。
2012年伦敦残奥会的公路自行车比赛被安排在布兰兹哈奇赛道和周边的道路上举行。

## 外部連結
- 官方网站